# Яковлевское (Вологодский район)
Яковлевское — деревня в Вологодском районе Вологодской области.
Входит в состав Семёнковского сельского поселения, с точки зрения административно-территориального деления — в Семёнковский сельсовет.
Расстояние по автодороге до районного центра Вологды — 20 км, до центра муниципального образования Семёнково — 12 км. Ближайшие населённые пункты — Дурасово, Измайлово, Щетинино, Чемоданово, Фетинино, Белавино.
По переписи 2002 года население — 1 человек.